# Laberweinting
Laberweinting è un comune tedesco di 3 468 abitanti, situato nel land della Baviera.